# Parc Zuccotti
Le parc Zuccotti (Zuccotti Park), anciennement connu sous le nom de Liberty Plaza Park, est un parc public et une place situés dans le quartier de Lower Manhattan, dans le sud de l'arrondissement de Manhattan à New York, aux États-Unis. Propriété de Brookfield Office Properties (en), le parc est nommé en l'honneur de John E. Zuccotti (en) après sa rénovation de 2006. 
Le parc est situé entre les rues Broadway, Trinity Place, Liberty Street (Manhattan) et Cedar Street.

## Historique
Le parc est créé à la fin de l'année 1968. 
À la suite des attentats du 11 septembre 2001, le parc est recouvert de débris et est utilisé comme zone de transit par les secouristes.

## Infrastructures

### Sculptures
Le parc possède deux sculptures : Joie de Vivre de Mark di Suvero et Double Check de John Seward Johnson II,,(en).

## Occupy Wall Street

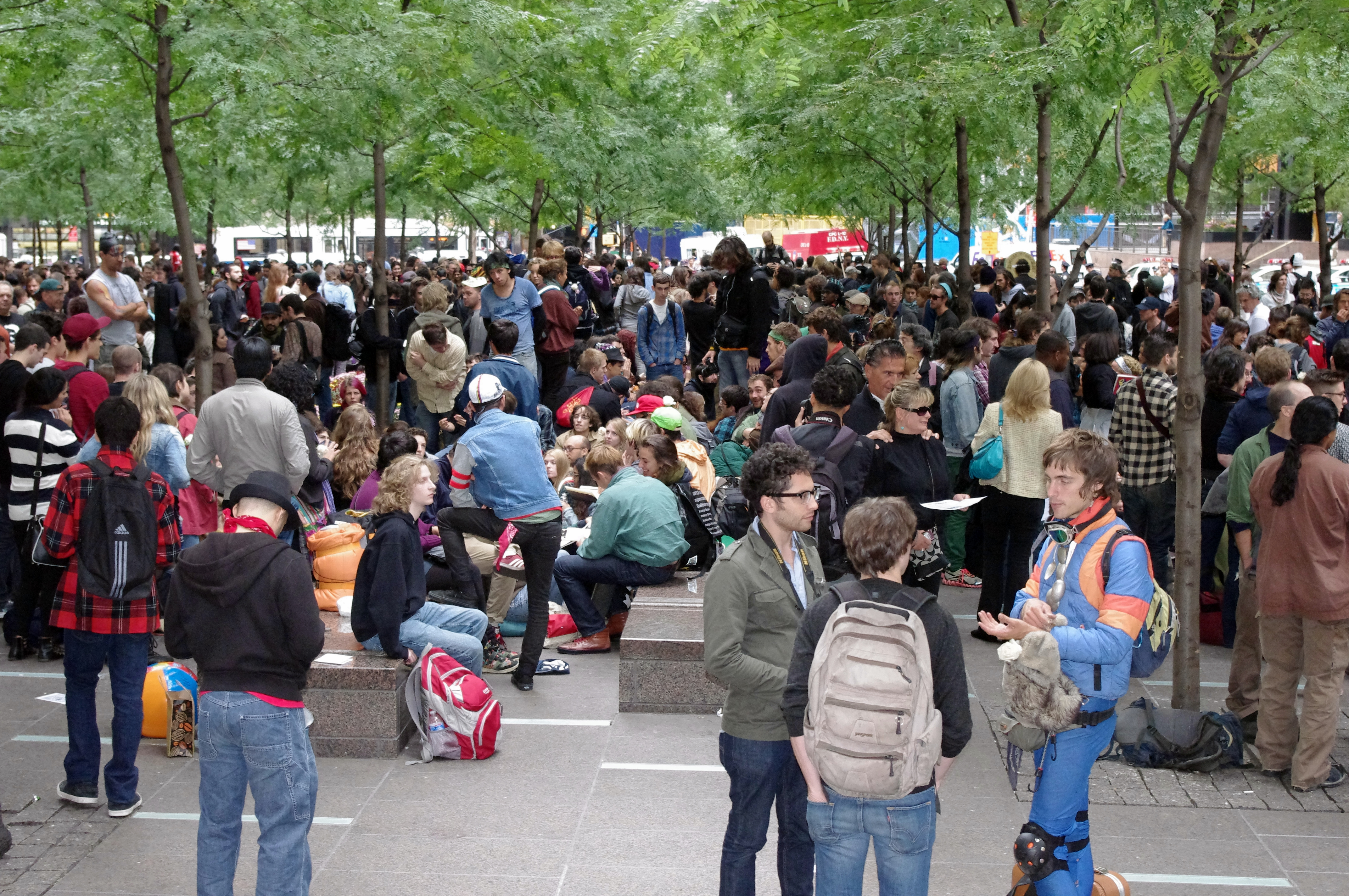
En septembre 2011, le parc est occupé par des manifestants.

Le 17 septembre 2011, les manifestants du mouvement Occupy Wall Street utilisent le parc Zuccotti comme campement et zone de transit. Certains manifestants rebaptisent le parc en Liberty Park.
Puisque le parc Zuccotti n'est pas une propriété publique, il n'est pas couvert par le couvre-feu public ordinaire.